# Митькозавр із Юрківки, або Химера лісового озера
«Митькозавр з Юрківки, або Химера лісового озера» — популярна дитяча книга українського письменника Ярослава Стельмаха (1949-2001 р.р). Повість «Митькозавр із Юрківки» внесено до шкільної програми, її вивчають у 6 класі.

## Сюжет
Сергій Стеценко, закінчує зі своїм другом Митьком 6 клас, але вчителька з ботаніки їм двом задала роботу на літо — зібрати колекцію комах. Для Сергія та Митька — це прекрасна нагода, адже вони зможуть вмовити своїх батьків відпустити їх до села Юрківка, де живе бабця Митька.
Річка, ліс, привільне і незалежне життя чекають на хлопців.
Невдовзі після приїзду вони дізнаються від Василя(який постійно каже що він чемпіон по велоспорту), що також приїхав погостювати до села, про таємниче і моторошне чудовисько, яке живе в лісовому озері.
Проте це не лякає відважних дослідників, і вони вирішують сфотографувати жахливого звіра. Хлопці назвали його Митькозавром.
Вночі вони слідкували, чи немає там таємничого звіра, але ніяк його не було. Проте якось їх хтось налякав вночі біля озера і це був не таємничий звір, це був велосипедист Василь Трош, який хотів розіграти хлопчиків.

## Структура твору
Повість складається з 9 розділів:
- Розділ І. Зоологія і комахи. «Відпустіть нас до бабусі!»
- Розділ II. Знайомство з майбутнім майстром спорту, а також з бабусею, ентузіастом музичної освіти і дідом Трохимом.
- Розділ III. Озеро. Змії люблять сіно.
- Розділ IV. Таємничий і, бр-р-р-р, – який страшний. Хороший хлопець. Нервові можуть далі не читати.
- Розділ V. Я вкриваю себе ганьбою. Великий зоолог.
- Розділ VI. Який проливає світло на наших пращурів і ще на дещо.
- Розділ VII. Операція «Курка» провалюється разом із дідом Трохимом.
- Розділ VIII. Нічний гість. Негативні наслідки навчання уві сні.
- Розділ IX. Таємниця лісового озера.

## Головні герої
- Сергій Стеценко та Митько Омельчук — головні герої твору. Від імені Сергія ведеться розповідь. Діти перейшли до 6 класу, на літні канікули вони їдуть до бабусі у село Юрківку. Риси характеру хлопців: чемність і доброта; мужність і винахідливість; повага до батьків і людей похилого віку; наполегливість і довіра.
- Василь Трош — майбутній майстер велосипедного спорту міжнародного класу. Йому було 14 років. Це він розповів історію про чудовисько в озері.
- Дід Трохим — сусід бабусі Сергія.
- Дядько Гнат — вчиться грати на тромбоні. У селі його називали Фа-Дієзом через його мрію створити оркестр та навчитися грати самому. Дядько Гнат був уже не молодий, але ще й досі перебував у постійному пошуку «свого» інструменту.
- Бабуся Митька — добра та хороша жінка.
- Ботанічка Ірина Семенівна — вчителька, яка попросила влітку зібрати колекцію комах.